# Cassola
Cassola település Olaszországban, Veneto régióban, Vicenza megyében. Lakosainak száma 15 125 fő (2023. január 1.). Cassola Bassano del Grappa, Loria, Mussolente, Romano d'Ezzelino, Rosa és Rossano Veneto községekkel határos.

## Népesség
A település népességének változása:
| Lakosok száma | 14 735 | 14 771 | 15 125 |
|               | 2017   | 2018   | 2023   |